# Chantal Grimm
Pour les articles homonymes, voir Grimm et Brunschwig.
 (septembre 2017).
Chantal Grimm (pseudonyme : Chantal Brunschwig), née en 1943, est une auteure-compositrice-interprète française. Elle est aussi historienne de la chanson.

## Biographie
Chantal Grimm est une autrice-compositrice-interprète française de la vague folk de la fin des années 1970. Elle se fait connaître comme artiste en 1976, en organisant le festival « Chanson de femme » (au théâtre Mouffetard, à Paris). Féministe, elle connaît un beau succès à la radio avec son premier disque Variations en femmes majeures, en 1978 (Le Chant du monde), dont le titre Le Piano cassé est programmé sur de nombreuses radios.
Son deuxième album, Apprentissage (Vendémiaire/Palm), sort en 1982. Le titre L'Éclusière est diffusé sur Radio France, Mort à maman et Le Prophète passent sur la FM.
Elle fait des tournées avec un orchestre de musiciennes chanteuses, le groupe Sybil, avec Hélène Bohy, Isabelle Caillard et Élisabeth Valletti-Magnien.
En 1983, elle crée son tour de chant, seule au piano, et commence à transmettre son art à travers des ateliers d’écriture (Sorbonne, IFMI de Toulouse, Affaires scolaires de la Ville de Paris, Manufacture-chanson, Aleph-Écriture…).
En 1997, elle fonde l’association Écrivants Chanteurs avec ses élèves à Granville, qui propose chaque année des stages de professionnalisation pour les chanteurs amateurs, des ateliers d’écriture et des cabarets-chansons.
Elle est aussi connue pour sa musique pour enfants : contes musicaux, chansons et comptines.
Historienne de la chanson, elle a collaboré, sous le nom de Chantal Brunschwig, au dictionnaire Cent ans de chanson française dirigé par Louis-Jean Calvet et Jean-Claude Klein. Elle tient les rubriques « La Cuisine des mots » (2008-2012) et « La Petite Oreille » (depuis 2013) dans la revue des arts de la parole La Grande Oreille. Elle donne régulièrement des interviews sur l'histoire de la chanson, concernant par exemple les femmes qui ont écrit des chansons sur la Résistance.

## Discographie
Albums
- Poétesses de la Renaissance réédition augmentée des Ballades des Belles rebelles, 2002 (EPM)
- La ballade des Belles rebelles (conférence chantée), réédition Eponymes/ Harmonia Mundi, 2014
- Nous les rêveurs, 2002 (Pivoine, distribué par le Chant des partisans)

Contes et chansons pour le jeune public
- Le Grand Dodo, 1997 (SM Arc-en-ciel)
- La Petite Fugue des animaux (livre CD), Archipel, 2010

Participation à des albums
Participation au coffret historique L'Anthologie de la chanson française, 1994, EPM